# Cmentarz żydowski w Starym Targu
Cmentarz żydowski w Starym Targu – kirkut społeczności żydowskiej zamieszkującej niegdyś Stary Targ. Został założony przypuszczalnie w XIX wieku i miał powierzchnię 0,1 ha. Został zniszczony podczas II wojny światowej i do czasów współczesnych nie zachowały się żadne nagrobki. Na terenie cmentarza znajduje się obecnie pole orne.